# 정재민 (축구 선수)
정재민(2001년 10월 9일 ~ )는 대한민국의 축구 선수로, 포지션은 스트라이커이다. 현재 서울 이랜드 FC 소속이다.